# Parvé
Parvé (ook: van Bleyswyk Parvé, Steijn Parvé, Steyn Parvé, Couperus Steijn Parvé en: Unia Steyn Parvé) is een Nederlands geslacht dat vooral bestuurders voortbracht.

## Geschiedenis
De stamreeks begint met de omstreeks 1580 geboren Daniël Parvé, een lakenkoopman die in 1614 schepen te Brielle was en in die plaats in 1646 overleed.
De familie werd in 1911 opgenomen in het genealogische naslagwerk Nederland's Patriciaat; heropname volgde in 1931.

## Enkele telgen
Daniël Parvé (circa 1580-1646), lakenkoopman, schepen te Brielle
- Rochus Parvé (?-1656), koopman
  - Jan Parvé (1643-1697), ontvanger-generaal en repratrieerde in 1690 vanuit Nederlands-Indië als admiraal der retourvloot met het schip Nederland
    - Daniël Parvé (1684-1728)
      - mr. Jan Frederik Parvé (1719-1787), vroedschap, schepen en burgemeester van Haarlem; trouwde in 1746 met Maria Adriana van den Broeck (1728-1781), dochter van mr. Pieter van den Broeck en Anna Adriana Steyn
        - Ida Cornelia Parvé (1752-1779); trouwde in 1778 met mr. Cornelis Jacob Temminck (1737-1814), commissaris van Amsterdam
        - Hendrik André Parvé (1755-1824), schepen van Haarlem; trouwde in 1784 met Cornelia van Bleijswijk, vrouwe van Eethen, Meeuwen en Babyloniënbroek (1760-1827)
          - Abraham van Bleyswyk Parvé (1788-1832), burgemeester van Meeuwen, Hill en Babyloniënbroek, rentmeester van het koninklijk domein Soestdijk
            - Hendrik André van Bleyswyk Parvé (1825-1837), laatste met de naam Van Bleyswyk Parvé

          - Daniel Cornelis Parvé (1797-1832), burgemeester van Meeuwen
          - Hendrik Jacob Parvé (1797-1829), secretaris van Meeuwen

        - mr. Daniël Jan Steyn Parvé (1757-1831), raadsheer in de Raad van Brabant en het land van Overmaze, later president van de rechtbank van eerste aanleg te 's-Gravenhage, ridder in de Orde van de Nederlandse Leeuw
          - Jan Adriaan Steyn Parvé (1785-1824), secretaris der weeskamer te Batavia; trouwde in 1810 met Anna Gerhardina Couperus (1794-1869), lid van de familie Couperus en dochter van Abraham Couperus (1752-1813), gouverneur van Nederlands-Malakka
            - Daniel Couperus Steyn Parvé (1812-1882), O.-I. ambtenaar en publicist; ongehuwd
            - John Steyn Parvé (1814-1854), O.-I. ambtenaar; ongehuwd
            - Herman Adriaan Steyn Parvé (1819-), resident van Bezoeki; ongehuwd[1]
            - Catharina Johanna Steyn Parvé (1821-1907); trouwde in 1839 met Johannes Jerphaas Hasselman (1815-1895), minister
            - Jan Adriaan Louis Steyn Parvé (1824-1866), assistent-resident van Malang; ongehuwd

          - Herman Frederik Steyn Parvé (1788-1865), kapitein-kwartiermeester
            - Gerhard Jacob Steyn Parvé (1819-1876), kapitein der Mariniers
              - Maria Anna Catharina Steyn Parvé (1872-); trouwde in 1895 met Popko van Groningen (1858-1904), letterkundige

          - Daniel Jan Steyn Parvé (1791-1864), ontvanger der registratie
            - prof. dr. Daniel Jan Steyn Parvé (1825-1883), hoogleraar wis- en natuurkunde
              - ir. Daniel Jan Steyn Parvé (1854-1917), hoofd-ingenieur-directeur van Rijkswaterstaat; trouwde in 1882 met Caroline Pauline Elisabeth Alexandrine Henriette barones van Boecop (1855-1926), lid van de familie van Boecop
                - Daniel Jan Steyn Parvé (1884-1969), consul-generaal

            - dr. Willem Frederik Unia Steyn Parvé (1855-1923), arts, verkreeg bij KB van 1 januari 1886 vergunning de naam Unia voor de zijne te voegen

          - Maria Frederika Steyn Parvé (1795-1884); trouwde in 1820 met Jean Zacharie Mazel (1792-1884), secretaris-generaal departement van Buitenlandse Zaken, raad van Legatie, directeur van het Mauritshuis, commandeur in de Orde van de Nederlandse Leeuw, ridder-grootkruis in de Orde van de Eikenkroon

        - mr. Hermanus Adriaan Parvé (1762-1837), raad-ordinaris in Nederlands-Indië, resident van Semarang, later president van de Weeskamer te Batavia, ridder in de Orde van de Unie

      - Daniël Parvé (1722-1778); trouwde in 1748 met Sophia Maria Huydecoper (1719-1771), lid van het geslacht Huydecoper en dochter van het echtpaar Adriaan Huydecoper-van Asch van Wijck

  - Daniël Parvé (1647-1679), opperkoopman te Batavia
    - Jannetje Parvé, vrouwe van de beide Eemnessen (-1735); trouwde Wybrant Lycochton (-1705), raad extra-ordinaris van Nederlands-Indië, keerde 1700 als vice-admiraal van de O.-I. retourvloot naar Nederland terug; trouwde in 1709 met dr. Ysaac van Norden, heer van de beide Eemnessen (door koop 1714) (-1716)
    - Anthony Parvé (1673-1698), onderkoopman te Batavia

Geslachten die opgenomen zijn in het sinds 1910 verschijnende genealogische naslagwerk Nederland's Patriciaat. Lijst volgens opgave van het CBG Centrum voor familiegeschiedenis.
A · B · C · D · E · F · G · H · I · J · K · L · M · N · O · P · Q · R · S · T · U · V · W · Y · Z